# 澳門文遺研創協會
澳門文遺研創協會，葡文名稱為「Associação para a Reivenção de Estudos do Património Cultural de Macau」，英文名稱為「Macao Cultural Heritage Reinventing Studies Association」（簡稱MCHRSA），成立於2014年2月5日，為澳門一群以年青人為核心，旨在對文化遺產展開研究和創作，承傳和推廣澳門歷史文化，發展文化遺產事業的非牟利團體。

## 簡介
澳門文遺研創協會（簡稱MCHRSA）成立於2014年2月5日，為澳門一群以年青人為核心，以「研古創新．永續文城」(love heritage with creativity and knowledge)為理念，旨在對文化遺產展開研究和創作，承傳和推廣澳門歷史文化，發展文化遺產事業的非牟利團體。
文化遺產事業除了需要推動澳門青年人投身教育及推廣外，更需要鼓勵他們開展相關的研究及創作，亦需要突顯各自優勢，因此，本會組織對研究及創作有興趣的年青人，開展兩大範疇工作。其一是調查政策工作，透過參與文化旅遊領域、文化遺產保護及城市發展等相關議題的調研工作，積極表達意見，促進有關政策及措施推行；其二是參與發展文化創意產業，建立特色的品牌服務及產品，尤其是文化、旅遊及歷史相關的出版、紀念品及大眾服務。本會冀向市民及遊客提供更多元化及即時的文化資訊，以年青人的青春及活力走在最前線，提供文化服務及文化創意產品。

## 領導層
- 2014-2016年：會長譚志廣、理事長温啟源（2014-2015）黃嘉輝（2015-2016）、監事長梁曉嵐
- 2016-2018年：會長譚志廣、理事長黃嘉輝、監事長梁小珊
- 2018-2020年：會長譚志廣、理事長黃嘉輝、監事長梁小珊
- 2020-2022年：會長龎朝暉、理事長林麗婷、監事長吳芷敏
- 2022-2024年：會長柯浩揚、理事長林榮嘉、監事長吳芷敏

## 歷年工作及活動
- 2024
  - 文化遺產系列講座2024
  - 非物質文化遺產認知系列工作坊2024
  - 2024澳門青少年文化遺產保護修復主題研習交流活動
  - 歷史性城鎮景觀保護和規劃青年培訓2024
  - 文遺法十週年中學生徵文比賽
  - 2024澳門青少年文化遺產保護修復主題陝西研習交流活動

- 2023
  - “說好澳門·共護非遺”全澳青年演講比賽
  - 非物質文化遺產認知系列工作坊2023
  - 歷史性城鎮景觀保護和規劃青年培訓2023
  - 百味人生社區藝術計劃
  - 遺美澳門─木板明信片填色比賽
  - 2023澳門青少年文化遺產保護修復主題研習交流活動
  - 廣州非物質文化遺產交流團

- 2022
  - 非物質文化遺產認知系列工作坊2022
  - 2022文化遺產系列講座：文物修復與遺址保護
  - “全城同慶‧公約五十” 紀念短片創作比賽
  - “非遺故事社區尋”徵文比賽
  - 鏡海繪彩—木板明信片填色比賽
  - 歷史性城鎮景觀保護和規劃青年培訓2022
  - 尋找非遺的故事——線上沙龍

- 2021
  - 2021文化遺產系列講座：歷史城區的保護方法
  - 濠彩妙筆-木板明信片填色比賽
  - 歷史性城鎮景觀保護和規劃青年培訓工作坊2021
  - 非物質文化遺產認知系列工作坊
  - 《關閘以北——過去的北山嶺》書籍出版
  - 《紀念封說澳門》（1991-1999活動篇）書籍出版

- 2020
  - 2020文化遺產系列講座：文化遺產的傳承與創新
  - 文化遺產深度知識培訓系列工作坊
  - 澳門歷史性城鎮景觀保護和規劃青年培訓工作坊
  - 澳筆生花─木板明信片填色比賽
  - "澳門歷史城區申遺十五週年—感受澳門中西文化薈萃之美"徵文比賽
  - 重慶紅岩精神文化學習交流之旅

- 2019
  - 海峽兩岸暨港澳地區X馬來西亞文化遺產教育青年論壇及工作坊(與澳門文物大使協會主辦)
  - 文化遺產深度知識培訓系列工作坊
  - 慶澳門特區成立二十周年──“文論青說在遺城”辯論比賽(與澳門演辯人同盟主辦)
  - 《紀念封說澳門》（國慶回歸篇）書籍出版
  - “澳門：文化遺產保護的挑戰與對策”研討會與文化遺產保護交流團(與澳門文物大使協會主辦)
  - 五彩繽澳—木板明信片填色比賽(澳門文物大使協會、澳門青年文物之友協會協辦)
  - “從澳門規劃條件圖研析文化遺產保護”研究
  - 2019文化在社區系列講座：社區參與及地方推廣
  - 澳門回歸20年之文化遺產傳播標語創作比賽
  - 《澳門文化遺產系列叢書》之＜淺談廿一世紀澳門建築遺產保育與活化──以三個中式項目為代表案例＞書籍出版
  - 紀念五四運動100年—陝西文化學習交流之旅
  - 《護遺路上》——文遺保育工作的澳門經驗書籍出版
  - 召開第七、八次會員大會

- 2018
  - 《在地的他方——澳門氹仔舊城區》書籍報告書
  - “文化遺產深度知識培訓系列工作坊”
  - “旅館及酒店從業員訪談研究”
  - “2018澳門文化遺產短片創作比賽- 遺城「味」力(新加坡電影協會合辦，旅遊學院學生會文化遺產學會協辦)
  - 大專學生“文化遺產你我知－網上問答遊戲”
  - 大專學生“基本法你我知－網上問答遊戲”
  - 《澳門文化遺產導賞指南（貳）》書籍再版
  - 《紀念封說澳門》（節慶篇）書籍出版
  - 召開第六次會員大會

- 2017
  - 2017澳門“新春花車即拍”攝影比賽(澳門文遺研創協會及旅遊局主辦)
  - 考察青洲山(澳門文遺研創協會、澳門文物大使協會主辦)
  - 推出微信公眾號
  - 春茗晚會(澳門文物大使協會、澳門文遺研創協會主辦)
  - 荔枝碗船廠遺址考察(澳門文物大使協會、澳門文遺研創協會主辦)
  - 參與 “太平洋海岸亞洲研究學會2017研討會”(Asian Studies on the Pacific Coast主辦)
  - “文遺法你我知－網上問答遊戲”活動(澳門文遺研創協會主辦)
  - “城規法你我知－網上問答遊戲”活動(澳門文遺研創協會主辦)
  - 兩岸三地文化遺產青年論壇及工作坊(台灣雲林科技大學、世界遺產保護杭州研究中心、澳門文物大使協會協辦)
  - 出席“‘有Young學樣’2017文化資產國際青年論壇”(中華民國文化部文化資產局主辦，澳門文遺研創協會、澳門文物大使出席)
  - 第八次會員大會
  - 2017旅遊認知系列講座(澳門文遺研創協會主辦)
  - “大中華旅館口述訪談研究”(澳門文遺研創協會主辦)

- 2016
  - “世遺顯耀——澳門歷史城區攝影展”(澳門文化局與澳門文遺研創協會主辦)
  - 「承繼城市：增進都市遺產的理解」國際研討會 （澳門文物大使協會及澳門文遺研創協會主辦）
  - 2016 旅遊認知系列活動：“繽紛澳門樂悠遊”填色比賽  (澳門文遺研創協會主辦，Ｍ軸空間協辦，澳門旅遊局支持)
  - 2016 澳門「論區行賞」“社區即拍”攝影比賽　(澳門文遺研創協會主辦，Ｍ軸空間協辦，澳門旅遊局支持)
  - 文化遺產與持續發展”研討會與文化遺產保護交流團 （澳門文物大使協會及澳門文遺研創協會主辦）
  - 文遺法你我知－網上問答遊戲2016

- 2015
  - 文遺法你我知－網上問答遊戲2015
  - 第五屆澳人聚“澳”系列活動We Will Shine 2015 （澳門文物大使協會及澳門文遺研創協會主辦）
  - 規劃條件圖工作坊
  - 2015 旅遊認知系列講座：文化旅遊資源發展  (澳門旅遊局及澳門文遺研創協會主辦)
  - 《澳門文化遺產政策作為推動旅遊業的策略分析》及《博物館解說系統：要素及構成》出版計劃
  - 傳信‧全城──申遺成功十周年健力士世遺木板明信片填色活動  (澳門文遺研創協會主辦，澳門文物大使協會、旅遊學院學生會文化遺產學會、澳門口述歷史協會、澳門歷史教育學會協辦，Ｍ軸空間支持)

- 2014
  - 文遺法你我知－網上問答遊戲
  - 出版澳門文化遺產系列叢書五《博物館之社會文化再現：政治、記憶與認同》書籍
  - 出版“Macao Cultural Heritage Series II - The Gold-Barr’d Butterflies To and Fro: Economic Thoughts On The Cultural Heritage Of Macao” 書籍

## 外部連結
- 澳門文遺研創協會 （页面存档备份，存于）
- M軸空間
- 澳門文物大使協會 （页面存档备份，存于）
- 澳門文物網